# Gonothyraea nodosa
Gonothyraea nodosa is een hydroïdpoliep uit de familie Campanulariidae. De poliep komt uit het geslacht Gonothyraea. Gonothyraea nodosa werd in 1914 voor het eerst wetenschappelijk beschreven door Stechow. 